# رملة الغافة
رملة الغافة هي كثبان رملية عالية تقع في الربع الخالي، في سلطنة عمان والسعودية. يتواجد فيها «قبيلة العفار»، ومر بها الرحالة الإنجليزي مبارك بن لندن خلال رحلته عبر الربع الخالي.

## التسمية
سُميت تلك المنطقة برملة الغافة لأن البدو كانوا يأتون إليها قديماً ولا يوجد بها غير شجرة غاف واحدة فقط، والغاف نوع من الأشجار الكبيرة ذات فروع متشعبة.

## الموقع
تقع رملة الغافة شمال شرق سلطنة عمان بمحاذاة الحدود الإماراتية والسعودية، ويقع شمالاً منها: «وادي العميري» و«وادي أسود» و«وادي العين».

## السكان
تُعد رملة الغافة من المناطق التي يتواجد فيها «قبيلة العفار» العمانية في منطقة «هجرة عردة»،  حيث أن القبيلة من القبائل الحميرية القحطانية التي تسكن أطراف الربع الخالي بين محافظة المهرة ومحافظة حضرموت، وتسكن في أودية أم السميم ورملة الغافة جهة الإمارات، ويرعون في مناطق شاسعة من الربع الخالي.

## مبارك بن لندن
رملة الغافة هي أحد المناطق المهمة التي عبر منها الرحالة والمستكشف الإنجليزي ولفرد ثيسيغر المشهور بمبارك بن لندن خلال رحلته إلى شبه الجزيرة العربية وعبوره الربع الخالي مرتين بين عامى 1945م و1950م، وذكرها في كتابه «الرمال العربية» (بالإنجليزية: Arabian Sands)‏ بأن «سالم بن كبينة الراشدي الكثيري» أعطى رداءه الوحيد في «رملة الغافة» لزميل له، الأمر الذي لا يقدم عليه أي انسان إلا البدوي.[بحاجة لمصدر]